# Ammiraglio generale

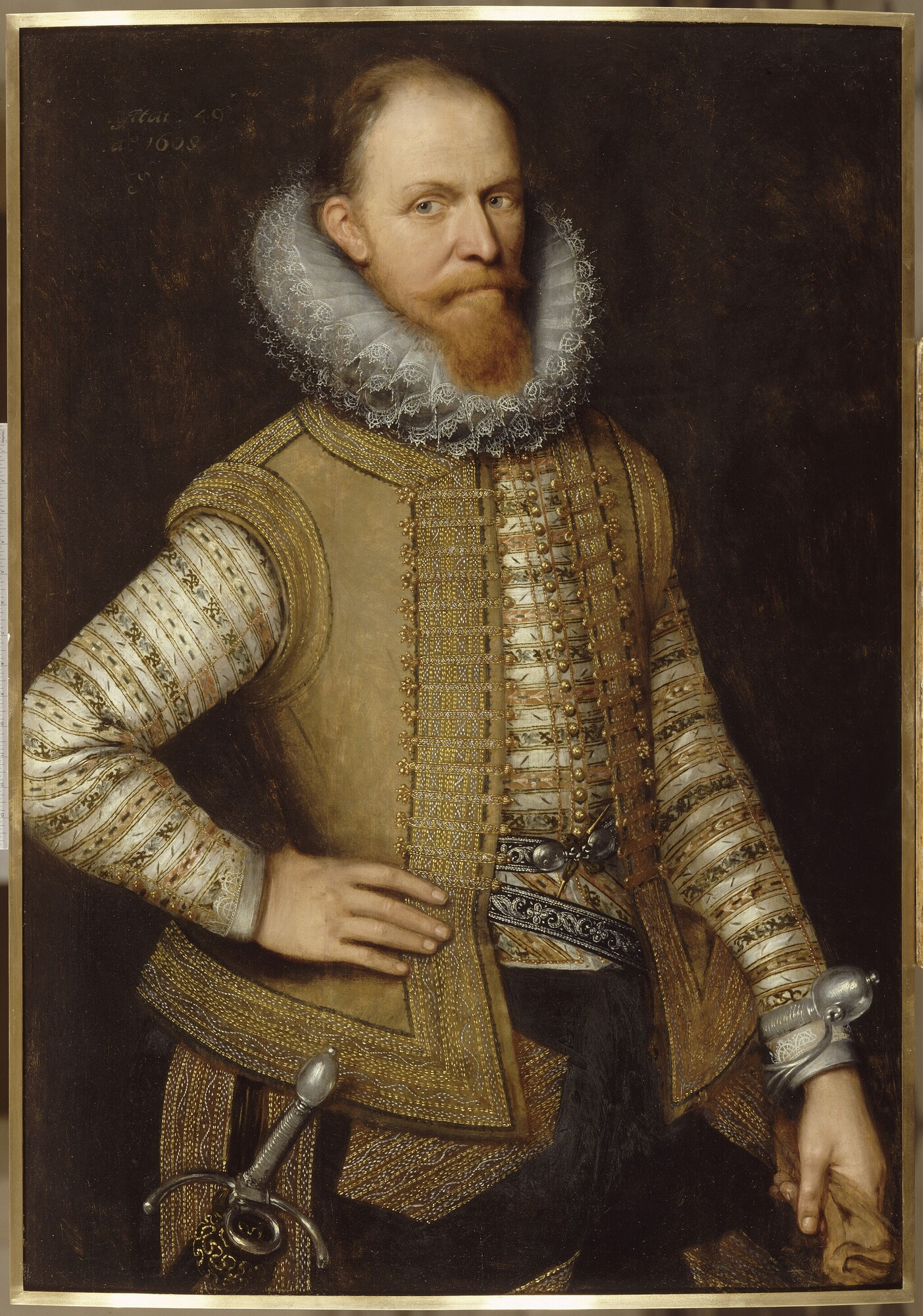
Maurizio di Nassau primo ammiraglio generale della storia

Ammiraglio generale è stato un grado militare delle marine danese, olandese, tedesca, russa, portoghese, spagnola e svedese. Il titolo ha origine da quello conferito agli alti comandanti della marine militari europee all'inizio dell'era moderna. Il primo a fregiarsi di questo titolo fu Maurizio di Nassau comandante in capo della marina delle Province Unite nella guerra contro la Spagna.
Nel corso del XVII secolo nella Marina olandese, gli Michiel de Ruyter e Cornelis Tromp titolari del grado di Tenente-ammiraglio ricevettero il grado di Tenente-ammiraglio-generale (olandese: Luitenant-admiraal-generaal) per distinguerli dagli altri tenenti ammiragli, mentre il titolo di ammiraglio generale era riservato unicamente allo statolder.

## Terzo Reich
Nella Kriegsmarine, nella Germania del periodo nazista, venne istituito il grado di Generaladmiral, superiore a quello di ammiraglio e inferiore a quello di Großadmiral. Il primo a cui venne conferito il grado fu l'ammiraglio Erich Raeder che lo ricevette il 20 aprile 1936. L'ammiraglio Karl Dönitz venne nominato Großadmiral senza essere mai stato nominato Generaladmiral.

## Portogallo
Almirante-general è stato il più alto grado della marina portoghese dal 1808 al 1812, assegnato al comandante in capo della marina. Il grado venne unicamente conferito all'infante Pedro Carlos de Bragança e venne abolito alla sua morte, avvenuta nel 1812.
Il grado venne reintrodotto nel 1892 come titolo onorifico al Re del Portogallo nelle sue funzioni costituzionali di comandante in capo delle forze armate. L'ultimo a detenere questo titolo fu il Re Manuel II.

## Impero russo
General-admiral (in russo генера́л-адмира́л?) è stato il grado più alto della Marina imperiale russa. Il grado è stato puramente onorifico per la gran parte della sua esistenza e veniva concesso a coloro che erano alla guida del dipartimento della marina, nella maggior parte dei casi un discendente della famiglia reale dei Romanov. 
Le persone a cui venne concesso il grado furono in totale nove:
- Conte François Lefort
- Conte Fëdor Alekseevič Golovin (prumo cancelliere russo) (1700)
- Conte Fëdor Matveevič Apraksin (1708)
- Conte Andrej Ivanovič Osterman (Heinrich Johann Friedrich Ostermann) (1740; dismesso 1741)
- Principe Michail Michailovič Golicyn (1756)
- Granduca (zar dal 1796 ) Pavel Petrovič (1762)
- Conte Ivan Grigor'evič Černyšëv (1796)
- Granduca Konstantin Nikolaevič (1831).
- Granduca Aleksej Aleksandrovič (1883).

Il grado di ammiraglio generale venne abolito alla caduta dell'impero russo e venne riesumato nel 1940 con il titolo di Ammiraglio della flotta.

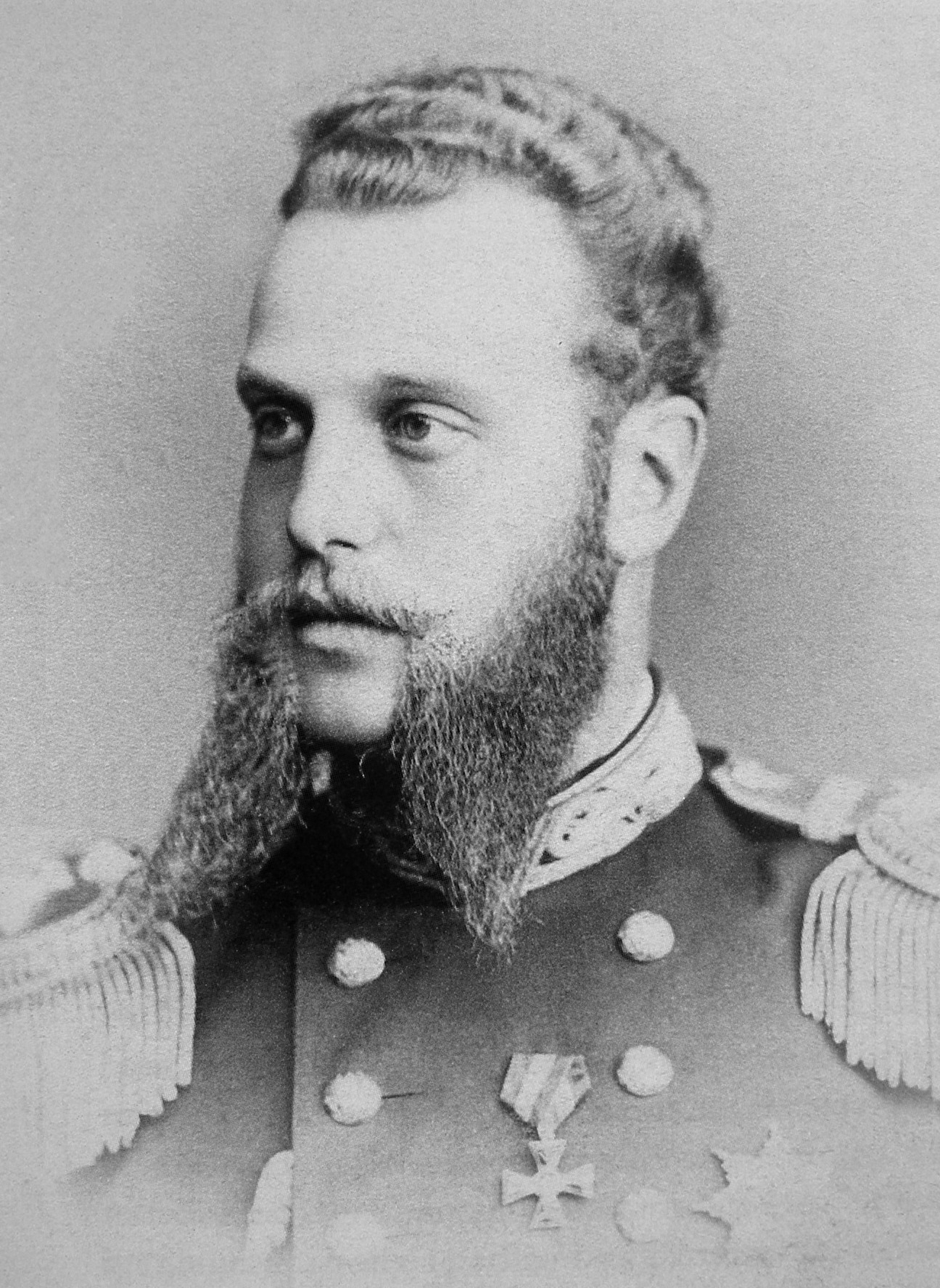
Il Granduca Aleksej Aleksandrovič

## Spagna
Nell'Armada Española il grado di Almirante general è stato istituito per essere equiparato alle gerarchie degli altri paesi della NATO  (Codice NATO OF-9) che prevedono per gli ammiragli cinque distinti gradi. Almirante general è il secondo grado più alto della gerarchia, superiore a quello di ammiraglio e inferiore a quello di Capitán general de la Armada che viene conferito unicamente al Re di Spagna.
Secondo la Legge 17/1999 è un grado a carattere temporale e viene assegnato all'ammiraglio che viene nominato Capo di stato maggiore della marina (spagnolo: Almirante Jefe del Estado Mayor de la Armada - AJEMA) o Capo di stato maggiore della difesa (spagnolo: Jefe del Estado Mayor de la Defensa - JEMAD) nel caso il Capo di stato maggiore della difesa provenga dai ranghi della Marina. Il grado è equiparabile nella Marina Militare ad ammiraglio di squadra con incarichi speciali riguardo al Jefe del Estado Mayor de la Armada e a quello di ammiraglio riguardo al Jefe del Estado Mayor de la Defensa.

Stemma EMA
Bandiera AJEMA
Stemma EMAD
Bandiera JEMAD